# Double You
Double You é um grupo italiano de eurodance e rock que surgiu em 1985.
Em 1991 tornou-se mundialmente conhecido com a versão cover da canção "Please Don't Go" de KC and the Sunshine Band. Chegou a vender mais de 10 milhões de discos em todo o mundo.

## História

### Anos 90
Em 1991, os integrantes conheceram o produtor Roberto Zanetti. Em dezembro do mesmo ano, "Please Don't Go" foi gravada. A canção foi lançada em janeiro de 1992 e foi um sucesso instantâneo. Double You excursionou pela Europa e apareceu em programas de TV ao redor do mundo.
"Please Don't Go", uma versão dance de uma canção da banda KC and the Sunshine Band, ganhou o ouro e muitos discos de platina na Europa, América Latina, África e Ásia. O álbum também vendido na América do Norte (vendas top ten maxi), em Israel (# 12) e no Reino Unido.
O segundo single, "We All Need Love" foi gravado em junho de 1992, durante uma turnê europeia e foi exposto em todo o mundo. Após este segundo single, seguiu-se o primeiro álbum We All Need Love, o qual reuniu canções como: "Who's Fooling Who?" (o terceiro single) e "Why (Let's Make It Christmas)". Eles realizaram o último juntamente com o compositor e cantor original de "Please Don't Go", Harry Casey, conhecido profissionalmente como "KC". O álbum teve mais de 500 mil cópias vendidas no país em apenas três meses.
Em 1993, a banda visitou o Brasil pela primeira vez. No final de 1993, a gravação do segundo álbum, The Blue Album, começou. Seguiram-se estes singles: "Missing You", "Part Time Lover", "Heart of Glass" e "Run to Me" (a canção deu ao grupo a possibilidade de iniciar sua primeira turnê na América do Norte em 1995). Eles apresentaram-se em cidades como Miami, Daytona, Orlando e outras cidades ao longo da costa leste.
Em 1994 foi lançado o single "She's Beautiful", que segundo Naraine foi criado enquanto ele estava hospedado em um hotel na orla de Copacabana, apreciando a vista da cidade. 
O grupo apresentou-se em teatros e salas de concertos no Brasil, dentre eles o Metropolitan, no Rio de Janeiro e o Olympia em São Paulo. Em menos de três meses, o grupo realizou 64 shows, assistidos por mais de 350 000 pessoas.
Em 1995, o novo single "Dancing With An Angel" foi lançado, com a cantora Sandra Chambers. Uma longa turnê italiana começou, com duração de oito meses. A canção também foi um sucesso em outros países: Suíça, Austrália, Israel e América Latina. O single "Because I'm Loving You", foi lançado em versões diferentes. Foi um grande sucesso em Espanha, Itália, Israel (onde chegou a # 19) e no Brasil, sendo um dos mais tocados nas rádios europeias.
No início de 1996, com a saída de Andrea de Antoni que seguiu em a sua própria carreira artística, o grupo foi reformulado e o músico e produtor brasileiro Gino Martini passou a integrá-lo, reforçando a “alma brasileira” do Double You. William e Gino então tornaram-se parceiros de composição e produção musical, estabelecendo estúdios no Brasil e Itália.
Neste período, o Double You teve uma grande demanda de shows no Brasil, tendo iniciado uma nova turnê. Eles apresentaram-se nas mais importantes salas de concerto do país. O grupo dedicou o álbum Forever a todos os seus fãs brasileiros. Este novo álbum foi produzido 50% na Itália e 50% no Brasil. Foi lançado apenas no país, vendendo 150 mil cópias. Um single foi lançado no mesmo ano, apenas no Brasil, sob os holofotes da etiqueta. Foi intitulado "If You Say Goodbye".
William Naraine também participou em vários projetos DWA Records entre eles: Data Drama, Eclipse, Mission, Funkelectra, Infinity feat. Sense, Kaas, Pacific, Space Tribe, Time Machine, Toro, and Willy Morales. Após um descanso de dois anos, passou um tempo no estúdio para criar novas canções para seu próximo álbum. Na primavera de 1997, o novo single, "Somebody", foi lançado.
William Naraine casou-se no ano de 1998 com a egípcia Marsh Izeka. No mesmo ano, lançam o quarto álbum, Heaven.
Em 1999, outro single foi lançado, chamado de "Desperado".

### Anos 2000
Em 2000, Double You lançou um single chamado "Music (Is The Answer)", seguido por um remix de 2001 do hit "Please Don't Go". O melhor do álbum chamado Studio Live foi lançado no mesmo ano no Brasil.
Em 2002, Double You lançou um single intitulado "Dance Anymore". Ele tinha trabalhado com Memi P. e S. Ryo e produzido com outras bandas como a T-Factory. No mesmo ano, sua voz era caracterizada pelo amor para a faixa "I'll Be Over You".
Em 2003, Double You fez uma nova versão do sucesso de Bryan Adams "Everything I Do (I Do It For You)" e um cover da canção do U2 "With or Without You" (que não foi lançada como um single). A banda excursionou em todas as principais cidades brasileiras. Em maio, eles fizeram shows no Sul e Sudeste, incluindo uma apresentação no Olympia de São Paulo e no "Dance Caipiriba", na cidade de Aparecida. Então eles foram para Belém, Macapá e Manaus.
Em 2004, William Naraine contribuiu em março para a canção "All My Illusion" da única Vanni G. Em outubro, ele apareceu novamente no próximo single, "I Say Yeah". Ele também participou de um remix do single pela Promise Land vs Netzwerk Memories, onde fez um dueto com Sandy.
Em 2005, Double You lançou com o artista Don Cartel "Please Don't Go" para Record Company Triple B Records. O single atingiu o gráfico holandês mega top 100 na posição 40 e Pepsi Chart na posição 38.
Em 2006, a banda retornou ao Brasil para participar do “Spirit of London”, festival de música eletrônica, onde tocou para mais de 40 mil pessoas no sambódromo do Anhembi.
Em novembro de 2007, um DVD ao vivo (filmado durante um concerto em São Paulo) e um CD ao vivo foram lançados, disponíveis apenas no Brasil.
Em 2008, o grupo se apresenta em um trio elétrico no Carnaval de Salvador, com um show de cinco horas, tornando-se a primeira banda internacional a desfilar em um trio elétrico. Ainda em 2008, a banda retornou ao Brasil para um show, em São Paulo, com KC & The Sunshine Band.
A voz de William foi apresentada no single "Get Up", do DJ Ross, sob o nome do projeto DJ Ross vs DY. Seu acompanhamento individual foi chamado de "Beat Goes On".
Em 2009, Double You volta as paradas e as pistas com a música "If I Could Fall", com maior acento do pop. Esta faixa foi relançada em 2011 com outros remixes em estilo aproximado ao progressive house.
Em 2010 é lançado o CD da novela Malhação, com título idêntico, apresentando seu novo sucesso "Definitely Sure" na sua lista de reprodução. A canção com estilo mais marcado pelo reggae, diferente de tudo que William Naraine fizera antes, toca em muitas rádios do Brasil e adiciona um novo sucesso para o Double You. Apresenta remixes com acentuação de house e electrohouse.
Em 2018, se apresentaram na Virada Cultural, em São Paulo.
Em junho de 2022, lançam o single "You’re Always on the Run", que conta com a participação de Rodrigo Teaser.

## Discografia

### Álbuns
- 1992 We All Need Love
- 1993 The Remixes
- 1994 The Blue Album
- 1996 Forever
- 1998 Heaven
- 2001 Studio Live
- 2006 The Very Best Of Double You
- 2007 Live
- 2011 Life

### Listas de canções dos álbuns
- 1992 - We All Need Love

1. "Please Don't Go"
2. "Walking on the Chinese Wall"
3. "Drive"
4. "Why"
5. "Who's Fooling Who"
6. "We All Need Love"
7. "Going Back" [Live in Venice]
8. "With or Without You"
9. "Looking at My Girl"
10. "You Are My World"
11. "Please Don't Go" [Dub Reprise]
12. "We All Need Love" [US Club Remix]
13. "Please Don't Go" [Rhythm Stick Mix]

- 1993 -  Double You ‎– The Remixes

| 1  | Who's Fooling Who (Organ Mix)                                                | 5:31 |
| 2  | We All Need Love (Extended Mix)                                              | 5:55 |
| 3  | Drive (Extended Mix)                                                         | 5:40 |
| 4  | Walking On The Chinese Wall (Long Mix)                                       | 5:48 |
| 5  | Looking At My Girl (Club Mix)                                                | 4:58 |
| 6  | With Or Without You (Long Mix)                                               | 6:00 |
| 7  | Missing You (Radio Mix)                                                      | 3:10 |
| 8  | Looking At My Girl (Funk Mix) Mixed By – Dj Marlboro                         | 4:08 |
| 9  | Please Don't Go (Club Mix)                                                   | 6:14 |
| 10 | Why (Let's Make It Christmas) Performer [Duet With] – KC & The Sunshine Band | 4:05 |
| 11 | Megamix                                                                      | 7:30 |
| 12 | Missing You (Club Vocal)                                                     | 5:40 |
| 13 | Looking At My Girl (Piano Mix) Mixed By – Armando Mendes                     |      |

- 1994 - The Blue Album

1. "Run to Me"
2. "She's Beautiful"
3. "Wonderful World"
4. "Part-Time Lover"
5. "What Did You Do (With My Love)"
6. "Missing You"
7. "Heart of Glass"
8. "I Gave You All"
9. "Got to Love"
10. "You Are the One"
11. "What Did You Do (With My Love)" [Live Remix]
12. "Rebel Rebel"
13. "She's Beautiful" [Sun Remix]
14. "Part-Time Lover" [Euro Remix]
15. "Missing You" [Summer Remix]

- 1996 - Forever

1. "Because I'm Loving You"
2. "Gonna Be My Baby"
3. "Dancing with an Angel"
4. "Stay"
5. "Send Away the Rain"
6. "That's the Way (I Like It)"
7. "Loving You"
8. "Gimme All Your Love"
9. "Stay with Me"
10. "And You Know"
11. "La Di Da"
12. "If You Say Goodbye"
13. "Only in a Dream"
14. "The Alien Song"
15. "Because I'm Loving You" (Euroversion)

- 1998 - Heaven

1. "Desperado"
2. "Forever and Ever"
3. "Do You Wanna Be Funky"
4. "You and I"
5. "Ain't No Stopping Us Now"
6. "Sexy"
7. "More Than a Friend"
8. "That's the Way Love Is"
9. "Everytime"
10. "Music and Me"
11. "Ready to Go"
12. "Love Never Dies"
13. "Let's Do It Together"

- 2001 - Studio Live

| 1  | Gonna Be My Baby               | 3:25 |
| 2  | She's Beautiful                | 3:26 |
| 3  | What Did You Do (With My Love) | 3:15 |
| 4  | Looking At My Girl             | 3:04 |
| 5  | Run To Me                      | 3:03 |
| 6  | Please Don't Go                | 3:07 |
| 7  | We All Need Love               | 2:54 |
| 8  | With Or Without You            | 3:21 |
| 9  | Who's Fooling Who              | 3:55 |
| 10 | Somebody                       | 3:24 |
| 11 | Because I'm Loving You         | 3:24 |
| 12 | Dance Anymore (Acustic)        | 3:11 |
| 13 | Dance Anymore                  | 3:08 |
| 14 | What Am I Supposed To Do       | 3:33 |

- 2005 - The Very Best Of Double You

| 1-01 | Please Don`t Go                             |  |
| 1-02 | Run To Me                                   |  |
| 1-03 | Who`s Fooling Who                           |  |
| 1-04 | She`s Beautiful                             |  |
| 1-05 | What Did You Do (With My Love)              |  |
| 1-06 | Looking At My Girl                          |  |
| 1-07 | Because I`m Loving You                      |  |
| 1-08 | Eazy 2 Luv Feat.– DJ Meme*                  |  |
| 1-09 | Drive                                       |  |
| 1-10 | If You Say Goodbye                          |  |
| 1-11 | Dancing With An Angel                       |  |
| 1-12 | Heart Of Glass                              |  |
| 2-01 | We All Need Love                            |  |
| 2-02 | Got To Love                                 |  |
| 2-03 | With Or Without You                         |  |
| 2-04 | Gonna Be My Baby                            |  |
| 2-05 | I Gave You All                              |  |
| 2-06 | Somebody                                    |  |
| 2-07 | Part-time Lover                             |  |
| 2-08 | Dance Anymore                               |  |
| 2-09 | In The Name Of Love Karina Feat. Double You |  |
| 2-10 | That`s The Way                              |  |
| 2-11 | What Am I Supposed To Do                    |  |
| 2-12 | Megamix                                     |  |

- 2007 - Live

1. "Please Don't Go"
2. "She's Beautiful"
3. "Who's Fooling Who"
4. "Looking At My Girl"
5. "Heart of Glass"
6. "We All Need Love"
7. "Part Time Lover-Funky"
8. "Gonna Be My Baby"
9. "What Did You Do (With My Love)"
10. "Run To Me"
11. "You Are Everything"
12. "That Look In Your Eyes"
13. "Can't Go On"
14. "You Are Everything (Baco's Mix)"

- 2011 - Life

1. If I Could Fall
2. Definitely Sure
3. Neglected
4. Come Back
5. Shine Your Light
6. Looking At My Girl
7. You’re Going Home
8. Friends
9. Let You Go
10. Run To Me
11. Loose Control
12. Change / Dj Ross Vs. Double You
13. Please Don’t Go - Dj Ross Remix / Dj Ross Vs. Double You
14. If I Could Fall - Vincenzo Callea Remix
15. If I Could Fall - Che Jose Big Room Remix

### Singles
- 1991 - "Please Don't Go"
- 1992 - "Please Don't Go (Remix)"
- 1992 - "Looking At My Girl"
- 1992 - "We All Need Love"
- 1992 - "We All Need Love (Remix)"
- 1993 - "Part Time Lover"
- 1993 - "I Missing You"
- 1993 - "With Or Without You"
- 1994 - "Heart of Glass"
- 1994 - "Run To Me"
- 1995 - "Me and You" (com Alexia)
- 1995 - "Dancing with an Angel" (com Sandy Chambers)
- 1996 - "Because I'm Loving You"
- 2000 - "Music (Is the Answer)"
- 2005 - "Please Don't Go 2005"
- 2005 - "Get Up" (vs DJ Ross)
- 2005 - "Beat Goes On" (vs DJ Ross)
- 2006 - "The Volume" (vs GM)
- 2007 - "To the Beat" (vs DJ Ross)
- 2008 - "Change" (vs DJ Ross)
- 2008 - "Lose Control"
- 2009 - "Please Don't Go 2009" (vs DJ Ross)
- 2009 - "If I Could Fall"
- 2010 - "Definitely Sure"

## Presença em trilhas sonoras[13]
| Ano  | Música                           | Novela                    | Emissora        |
| ---- | -------------------------------- | ------------------------- | --------------- |
| 1992 | Please Don't Go                  | Despedida de Solteiro     | TV Globo        |
| 1993 | Looking At My Girl               | Mulheres de Areia         | TV Globo        |
| 1994 | Who's Fooling Who                | Confissões de Adolescente | TV Cultura / SP |
| 1994 | She's Beautiful                  | Pátria Minha              | TV Globo        |
| 1995 | What Did You Do (With My Love)   | Quatro por Quatro         | TV Globo        |
| 1995 | That's The Way (I Like It)       | A Próxima Vítima          | TV Globo        |
| 1996 | Gonna Be My Baby                 | Vira Lata                 | TV Globo        |
| 1997 | In The Name Of Love (com Karina) | O Amor Está no Ar         | TV Globo        |
| 2001 | Dance Anymore                    | As Filhas da Mãe          | TV Globo        |
| 2002 | Easy 2 Luv (com DJ Memê)         | Coração de Estudante      | TV Globo        |
| 2007 | You My Love                      | Duas Caras                | TV Globo        |
| 2010 | Definitely Sure                  | Malhação 2010             | TV Globo        |
| 2011 | Let You Go                       | Insensato Coração         | TV Globo        |
| 2019 | Please Don't Go                  | Verão 90                  | TV Globo        |